# Grim
Grim er det syvende studiealbum, og fjerde danske album, af den danske sangerinde og sangskriver Medina. Det udkom den 12. oktober 2018 på Labelmade og Universal. Albummets titel er taget fra sangen "Grim", hvor Medina synger: "Der er nogen, der har sagt, jeg er grim, og jeg tror på dem". Ifølge Medina refererer linjen til mediernes nedgørelse personers livsførelse: "Det er et voksende problem, der på samme tid lærer vores unge mennesker, der en dag skal lede dette land, at det er i orden at behandle hinanden så grimt, som det er blevet til på generel basis." Medina har udtalt, at teksterne på Grim ikke er baseret på metaforer, som på tidligere album. På albummet har Medina ifølge hende selv "reflekteret meget over, hvad jeg ønsker for mig selv og min fremtid".

## Anmeldelser
Nanna Balslev fra Berlingske gav Grim fire ud af seks stjerner. Anmelderen karakteriserede musikken som "larger than life-dancepop" og kaldte produktionerne for "polerede". Hun roste samtidig Medinas vokal, som hun mente indeholdt en "blåtonede længsel, der er vævet ind i hendes stemmebånd". I sin anmeldelse for Politiken, gav Lucia Odoom albummet fire ud af seks hjerter, og skrev: "Det personlige bliver aldrig rigtig grimt på albummet, sangene taber aldrig ansigt, der er et tykt lag contour-makeup på melodierne, især sange som 'Det smukkeste', der lidt for let glider af huden, selv om det går i dansefødderne".
Thomas Treo fra Ekstra Bladet gav albummet to ud af seks stjerner. Han kritiserede albummets tekster som han betegnede som "på niveau med en meget blåøjet teenagers dagbogsnotater." Han roste singlerne "Skyttegrav" og "Væk mig nu", men kaldte albummet for "enormt forudsigeligt". Han vurderede i november 2018 albummet som årets værste danske album. Kasper Schütt-Jensen fra Jyllands-Posten gav ligeledes Grim to ud af seks stjerner. Anmelderen betegnede teksterne som "sms-lyrik" og "banale", og mente at albummet manglede fængende popsange.

## Spor
| #   | Titel              | Sangskriver(e)                                                  | Producer(e)                  | Længde |
| --- | ------------------ | --------------------------------------------------------------- | ---------------------------- | ------ |
| 1.  | "Hold mig fast"    | Medina Valbak, Rasmus Stabell, Jeppe Federspiel, Theis Andersen | Providers, Andersen, Nonsens | 3:25   |
| 2.  | "En af dem"        | Valbak, Stabell, Federspiel, Andersen                           | Providers, Andersen          | 4:33   |
| 3.  | "Grim"             | Valbak, Engelina Andrina, Stabell, Federspiel, Andersen         | Providers, Andersen          | 3:49   |
| 4.  | "Elsk mig"         | Valbak, Morten Ristorp Jensen, Rasmus Hedegaard Sørensen        | Hedegaard                    | 3:26   |
| 5.  | "Væk mig nu"       | Valbak, DCBMR, Mads Møller, Thor Nørgaard, Kyle Williams        | Pitchshifters                | 3:30   |
| 6.  | "Skyttegrav"       | Valbak, Møller, Nørgaard                                        | Pitchshifters                | 3:22   |
| 7.  | "Det ku' være mig" | Valbak, Stabell, Federspiel, Andersen                           | Providers, Andersen          | 3:16   |
| 8.  | "Mirakler"         | Valbak, Stabell, Federspiel, Andersen                           | Providers, Andersen          | 3:36   |
| 9.  | "La' mig være"     | Valbak, Møller, Nørgaard                                        | Pitchshifters                | 3:59   |
| 10. | "Det smukkeste"    | Valbak, Hailey Collier, Møller, Nørgaard                        | Pitchshifters                | 3:44   |

## Hitlister og certificeringer

### Ugentlige hitlister
| Hitliste (2018)        | Højeste placering |
| ---------------------- | ----------------- |
| Danmark (Album Top-40) | 5                 |

### Certificeringer
| Land (Organisation) | Certificering |
| ------------------- | ------------- |
| Danmark (IFPI)      | Guld          |